# Texcoco de Mora
Texcoco de Mora es una ciudad mexicana, es la cabecera del municipio de Texcoco y de la región Texcoco, en el Estado de México. Se ubica a 28 km del centro histórico de la Ciudad de México y a 99 km de la ciudad de Toluca de Lerdo. La ciudad de Texcoco de Mora es una de las ciudades más antiguas del país y del estado, fue capital del estado de México en 1827 y dejó de ser capital del estado de México por movimientos políticos internos, los poderes estatales se trasladaron a la nueva capital en 1830.
Texcoco es hoy una de las ciudades pertenecientes a la denominada, Zona Metropolitana de la Ciudad de México (ZMCM). Texcoco de Mora se encuentra conectada con la Ciudad de México por la autopista Peñón-Texcoco y por la carretera federal Los Reyes-Lechería. 
Oficialmente el municipio de Texcoco tiene una extensión territorial de 418.69 kilómetros cuadrados.
El municipio tiene 52 comunidades rurales o semirrurales, con servicios de autobuses y taxis. El 80% de ellas cuentan con pavimentación total o parcial.

## Toponimia
Con base en la etimología náhuatl, extranjera europea y americana, y en los códices, así como en las reglas gramaticales, Tetzcuco, hoy en día Texcoco, (con frecuencia escrito también como cerro del papagayo) tiene las siguientes raíces: tē- (gente), tsikoa (retener), -ko (locativo), por lo que su traducción sería “lugar donde se retiene gente”.
Una de las causas de los diferentes significados de la palabra Texcoco, son las diversas formas en que los códices representan a este lugar. Por ejemplo, en el Códice Azcatitlán su representación pictográfica es una piedra, símbolo del cerro o lugar, con una flor encima; en el Códice Cruz aparece el signo del lugar o cerro con una olla encima; en el Xólotl se puede observar un cerro y una piedra que a su vez tiene una olla encima; en el Mapa Quinantzin se encuentra una olla de donde sale una planta con material pétreo al fondo.
Otras interpretaciones son las siguientes: Texcoco fue capital de la provincia de Acolhuacán y por eso en algunas representaciones pictográficas como en la del Códice Osuna se le representa con los símbolos de esta provincia.
El glifo oficial del municipio fue tomado del Códice Mendocino, el cual representa a Texcoco con un jeroglífico que reúne tanto al símbolo de Acolhuacán, como al específico de Texcoco, donde se puede observar un brazo con el signo del agua, que a su vez se encuentra junto a un risco donde florecen dos plantas. De ahí que Manuel Orozco y Berra, considere que este conjunto jeroglífico significa “La ciudad de Texcoco en la provincia de Acolhuacán”.
El escudo de armas de la ciudad de Texcoco fue dado por Carlos I de España y V de Alemania el 9 de septiembre de 1551. El escudo, aunque es de diseño castellano, su contenido eminentemente es mexica.
El nombre oficial actual de la ciudad es Texcoco de Mora, en honor al destacado José María Luis Mora, padre del liberalismo mexicano, que en el siglo XIX presidió el Congreso Constituyente que promulgó en Texcoco la primera Constitución Liberal del Estado de México.

## Escudo
El escudo de armas de la ciudad de Texcoco fue otorgado por Carlos I de España (y V del Sacro Imperio Romano-Germánico), el 9 de septiembre de 1551. El escudo aunque de diseño castellano, contiene elementos eminentemente prehispánicos.
El cacique don Fernando Pimentel y Alvarado se presentó en el año de 1551 al emperador Carlos V, pidiendo el título de ciudad para su patria Tescuco y que el escudo de armas fuera el mismo que usaban sus antiguos reyes.
El escudo de armas está estructurado por una cabeza de coyote en perfil derecho, que simboliza a Acolmiztli-Nezahualcóyotl, rey de la nación chichimeca y gobernante de Texcoco. Al frente y circunvalando al escudo hay dos orlas: la diestra representa a la cultura española y la siniestra a la cultura asentada en el lago de Texcoco.
Debajo de la cabeza del coyote, al centro hay una cueva que representa el origen de las siete tribus nahuatlacas que se asentaron en la cuenca de México simbolizadas por siete cabezas de perfil derecho, cuyos reyes o señoríos fueron tributarios de Texcoco. Arriba, al centro hay un penacho de guerra texcocano; en el campo de la izquierda un vestuario de guerra llamado xiquipile, sostenido por dos águilas que hacen patente la coronación de Acolmiztli-Nezahualcóyotl como rey de Texcoco.
La montera, capucha o casco que se halla sobre el escudo con dos borlas en la parte superior era una insignia de las personas reales que la usaban por adorno. La macana india con filos de navaja de obsidiana; un escudo o rodela (chimalli) que simboliza las guerras sostenidas con los acolhuas; y la caxa o tambor (tlanpanhuehuetl) que usaban en sus celebraciones y fiestas. En el lado derecho hay un cerro que dista poco menos de una legua de la ciudad, conocido hoy por el de Tetzcutzinco y las jarillas que crecen sobre de él; el brazo con la flecha representa a la provincia de Acolhuacan desde su fundación. En la parte de abajo hay dos casas (callis): la siniestra hace referencia al monumento que Acolmiztli-Nezahualcóyotl mandó a construir en honor del creador del cielo; la diestra arroja humo y representa a Chimalpopoca, (habitación que desprende humo) rey mexica, que obtuvo como tributaria a la ciudad de Tezcuco mediante el apoyo de Tezozómoc. Más abajo, las plumas colocadas sobre un piecezuelo o peana, son los adornos que usaban los indios principales en sus bailes. Finalmente, los campos del escudo de armas están sostenidos por cuatro garras que representan la unión de la provincia de Acolhuacan.

## Historia

### Época prehispánica

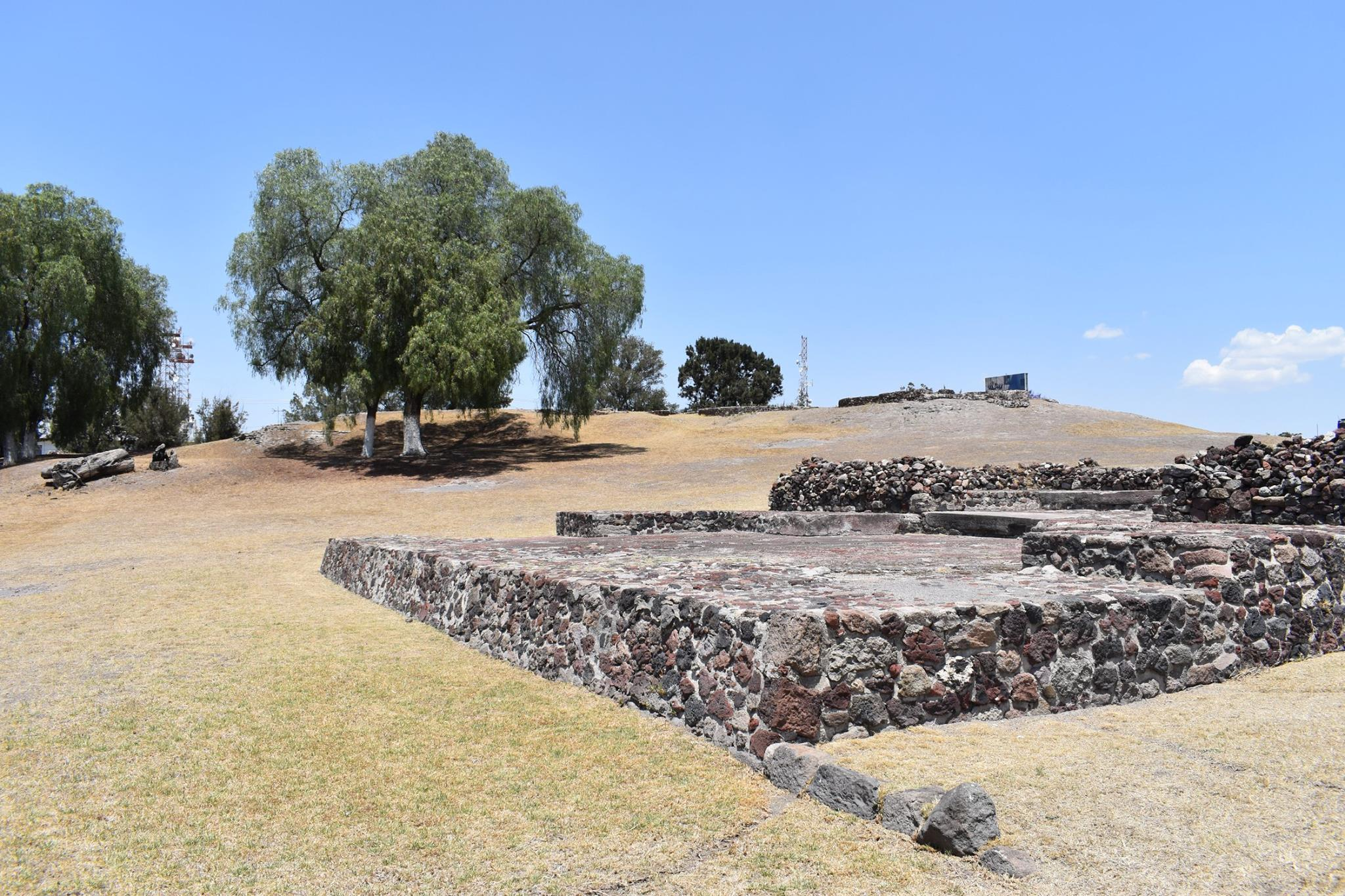
Zona arqueológica Los Melones

Aunque no se ha determinado una fecha exacta del establecimiento de los primeros grupos humanos en el actual territorio de Texcoco, es muy probable que los asentamientos de la región se hayan visto influidos por la cultura teotihuacana desde finales del periodo preclásico y durante el clásico; y después bajo el influjo de los toltecas, en el posclásico . Las fuentes históricas basadas en los códices Xólotl, Tolotzin y Quinatzin, entre otros, indican que los fundadores del señorío pertenecían a un grupo chichimeca que al llegar a la cuenca de México, se estableció en la provincia que más tarde, los mexicas llamaron Acolhuacán.
Los principales tlatoanis del señorío de Texcoco fueron: Nopaltzin, Tlotzin Pochotl, Quinatzin, Techotlala, Ixtlixochitl El Viejo, Acolmiztli-Nezahualcóyotl, Nezahualpilli y Cacamatzin.
En la época prehispánica, después de doscientos años del arribo de los primeros grupos chichimecas nace el tlatoani texcocano más destacado: Acolmiztli-Nezahualcóyotl. Este gobernante guerrero conocido también como el rey poeta, nació en el año Ce-tochtli (Año 1 Conejo), el día y signo Cemazatl (Venado); y casi al final del mes de Tocoztzintlan, el cual corresponde al 28 de abril de 1402.
El año 4 conejo que corresponde a 1417, a la edad de quince años su padre muere por órdenes de Tezozómoc, señor de Azcapotzalco.
Nezahualcóyotl, quien al nacer le fue impuesto el nombre de Acolmiztli o "puma fuerte", pero las tristes circunstancias que rodearon su adolescencia hicieron que se cambiara el nombre por el de Nezahualcóyotl que significa "coyote hambriento" [cita requerida] se ganó el favor de los señores de Huexotzinco y Tlaxcala, así como los de sus parientes por línea materna: los tenochcas, y en el año 3 conejo (1430), emprendió la liberación de los dominios de su padre que estaban bajo el dominio de los tepanecas. Se coronó en 1431 y dos años más tarde, integrándose en el imperio de México-Tenochtitlan, se establece de manera definitiva en Texcoco. Su reinado duró más de cuarenta años y durante ese periodo la cultura, las artes, así como la construcción de palacios y templos tuvieron un gran auge. Se dice de este príncipe que recibió una educación muy completa, dirigida a permitirle gobernar a su pueblo con valentía y sabiduría. Así, su amplia formación intelectual se traducía en una elevada sensibilidad estética y en un gran amor por la naturaleza, que quedaron reflejados no sólo en la arquitectura de la ciudad, sino también en sus manifestaciones poéticas y filosóficas. El rey Acolmiztli-Nezahualcóyotl muere el año seis pedernal (1472), y deja como heredero a su hijo Nezahualpilli, por ser su madre tenochca. Uno de los más hermosos pensamientos de Acolmiztli-Nezahualcóyotl que encierra su profunda filosofía es el que dice:
Las ruinas de lo que fueron centros de esparcimiento para la nobleza como los conocidos Baños de Nezahualcóyotl, aún pueden ser visitados. Sin embargo, recientes teorías relacionan estas construcciones, no con la recreación, sino con un sistema de riego muy ingenioso y avanzado para la época.
Dichas ruinas se encuentran en muy buen estado de conservación, aproximadamente a 45 minutos de la Ciudad de México, tomando la autopista México-Texcoco, siguiendo el camino hacia Molino de las Flores, son de fácil acceso para personas con alguna capacidad diferente hasta la base de la construcción, pasando un camino de tierra de diez minutos a pie.
Se aprecia como en muchas zonas arqueológicas la hermosura con la que se ideaban estas construcciones, pero lamentablemente la zona no se encuentran bajo resguardo y vigilancia aparente del INAH, pues su acceso es libre y comienzan a reflejar signos de desgaste y vandalismo.

### Conquista y colonia
Después de que Hernán Cortés fundó la Villa Rica de la Vera Cruz (hoy Veracruz), se dirigió hacia México-Tenochititlan conquistando a su paso diferentes señoríos. Llegó a Texcoco el 3 de noviembre de 1519, cuando gobernaba Cacamatzin. Sus huestes ocuparon la ciudad y dieron muerte al último rey independiente de Texcoco, para después aposentarse en lo que había sido el palacio de Acolmiztli-Nezahualcóyotl. A partir de entonces Hernán Cortés, con la colaboración de otro hijo de Nezahualpilli, que al bautizarse adoptó el nombre de Fernando Cortés Ixtlilxóchitl, hizo de Texcoco su base de operaciones y plataforma para la posterior Conquista de México. Ahí construyó los bergantines para atacar a la gran Tenochtitlan. Estos fueron botados el 28 de abril de 1521. El 1 de junio de ese mismo año se dirigió a la gran Tenochtitlán, siendo esta reducida el 13 de agosto de 1521. Existe en la calle de Juárez sur, un obelisco conmemorando este hecho.
Tras la conquista de México-Tenochtitlán, la encomienda de Texcoco y sus cuatro cabeceras (Huexotla, Coatlichán, Chiauhtla y Tezayuca) fue objeto de disputa legal entre Hernán Cortés y la corona, cambiando varias veces de manos hasta que finalmente en 1531 fue definitivamente excluida de la lista de posesiones del marquesado de Cortés y quedó bajo jurisdicción de la corona,  dando inicio el proceso de cristianización por orden de Carlos V. El emperador envió a tres franciscanos: Fray Juan de Tecto, Fray Juan Ayora y Fray Pedro de Gante. Este último se quedó en Texcoco y fundó la primera escuela de artes y oficios de corte europeo en América en la capilla conocida como La Enseñanza. Ahí se impartían lecciones de latín, castellano, sastrería, bordado, carpintería y tejido. Asimismo, fray Pedro de Gante aprende náhuatl y escribió el primer catecismo en esa lengua para la enseñanza de la doctrina cristiana. De acuerdo con la cédula real emitida el 9 de septiembre de 1551 en la ciudad de Valladolid, España, Texcoco era la segunda ciudad más importante del continente americano. El 9 de septiembre de 1551, Carlos V otorgó a Texcoco el título de ciudad.
Tras haber dominado a los pueblos del altiplano, Cortés, en su carácter de gobernador general y justicia mayor de la Nueva España, repartió las tierras de acuerdo con los méritos de sus soldados. Sin embargo, estos exigieron encomiendas y repartimientos, según era la tradición peninsular; con el tiempo la insistente solicitud de tierras, repartimientos de indios y encomiendas, provocó una compleja pugna con la Corona que llevó a que esta buscara debilitar y restringir el poder de los conquistadores encomenderos españoles en la Nueva España.
En un principio, la encomienda revistió una forma mixta de señorío-repartimiento que imponía deberes militares y otorgaba el derecho a exigir tributo y mano de obra para los negocios del encomendero, quien por su parte, quedaba obligado a procurar la evangelización de los indios que se le hubiesen encomendado. Las encomiendas otorgadas en el territorio actual de Estado de México fueron poco más de sesenta, repartidas casi por la mitad de los valles de Toluca y México. Entre las más importantes del Valle de Toluca aparecen la encomienda otorgada por Cortés a su primo Juan Gutiérrez Altamirano (que sobresale por su población y riqueza), la de Zinacantepec, que disfrutó Juan de Sámano, la de Teotihuacán que perteneció al conquistador Francisco Verdugo (antepasado de Fernando de Alva Ixtlixóchitl), Tlatelolco a la corona, entre otras.
En el Valle de México, Cortés dio a perpetuidad la encomienda de Ecatepec a doña Leonor, la hija de Moctezuma Xocoyotzin, y a sus descendientes, misma que rápidamente adquirió la categoría de encomienda de mestizos al heredarla el hijo de doña Leonor, por haberse casado con el conquistador Juan Paz. La donación más grande por el de tributario fue la de Tetzcoco (16 015), que incluía las cabeceras de Chalco y de Otumba; y la más pobre fue la de Tequicistlán, repartida entre la Corona y Juan de Tovar. La encomienda de Tepetlaoztoc fue otorgada al factor Gonzalo de Salazar. El éxito de la conquista de la Nueva España logró atenuar los errores jurídicos cometidos por Cortés, al grado que pronto recibió la investidura de marqués del Valle de Oaxaca, con jurisdicción civil y criminal sobre una vasta extensión territorial que incluía el derecho de usufructo de servicios personales y tributo hasta de veintitrés mil vasallos. Los pueblos del valle de Toluca pertenecientes a la encomienda del marqués fueron Calimaya, Tepemaxalco, Metepec, Tlacotepec y algunos otros de menor importancia. Así la tierra quedó repartida entre la Corona, el marqués, los encomenderos y los estancieros españoles.
La Corona organizó la administración de la Nueva España, a partir de la población española e indígena, en cuatro esferas jurisdiccionales: la local, representada por el cabildo indígena; la distrital o provincial, encabezada por los corregidores y alcaldes mayores; la virreinal, presidida por del virrey o el presidente de la Audiencia; y la esfera central, que presidían el rey y el Consejo de Indias. Para el nuevo ordenamiento colonial fue clave el impulso a las congregaciones y en general, a la formación de los pueblos. De hecho, desde los primeros años de la época colonial, ante el predominio de un patrón de asentamientos humanos disperso y de cultivo extensivo, los españoles buscaron congregar a los naturales en pueblos bien delimitados con el pretexto de que vivieran en “concierto y policía” y pudieran ser evangelizados; sobre todo porque pretendían aprovechar la mano de obra indígena y facilitar el cobro del tributo. Además, con la congregación quedarían tierras desocupadas que podrían ser solicitadas como mercedes por los colonos hispanos.
Los españoles designaron cuatro poblaciones del valle de México como ciudades, creando una categoría urbana superior: Tenochtitlan y Tetzcoco en 1543, Xochimilco en 1559 y Tacuba en 1564. En el valle de Toluca, a partir de 1550, bajo el mandato de don Luis de Velasco se planearon cabeceras y pueblos de visita. Así surgieron las congregaciones de Capulhuac (1557), Atlapulco (1560), Zinacantepec (1560) y Metepec (1561). Algunos pueblos formaron uno solo, como sucedió con Calimaya y Tepemajalco. Como dato curioso, hacia 1563 los labradores de Cuapanoaya y Huitzizilapa rehusaron congregarse.

### SigloXIX
Debido a los cambios políticos a partir de la independencia de México, durante el siglo XIX se convierte en un importante centro de producción agropecuaria. 
El 2 de marzo de 1824 se crea el estado de México y la ciudad Texcoco es declarada como un partido.
El 4 de enero de 1827, se designa a la ciudad de Texcoco como la segunda capital del Estado de México, promulgándose en ella la primera Constitución Política de Estado de México y se instalan los supremos poderes, el 14 de febrero de 1827; en abril del mismo año se traslada la capital del estado a San Agustín de las Cuevas (hoy Tlalpan). En el año 1830, se trasladan los poderes del estado para la cuarta capital del estado, que fue de forma definitiva para la ciudad de Toluca de Lerdo.
En el año de 1837 la ciudad de Texcoco es cabecera de distrito y partido el mismo nombre, del departamento de México.
En el año de 1861, a la ciudad de Texcoco, del entonces partido de Texcoco, se le denomina como Texcoco de Mora en honor al Dr. José María Luis Mora, por decreto número 45 promulgado por el gobierno del estado.

### SigloXX
- El 17 de septiembre de 1919 se declara legalmente constituido el municipio libre de Texcoco como parte integrante del Estado de México. (Se termina con la división política y administrativa de distritos y partidos).

## Geografía
Se encuentra ubicado en la región oriente del Estado de México. Sus coordenadas geográficas son 19.30° N, 98.53° O. Colinda al norte con los municipios de Tepetlaoxtoc, Papalotla, Chiautla, y Chiconcuac; al sur con Chimalhuacán, Chicoloapan, e Ixtapaluca; al oeste con Atenco; y Nezahualcóyotl;y al este con los estados de Tlaxcala y Puebla. Oficialmente el municipio de Texcoco tiene una extensión territorial de 418,69 kilómetros cuadrados. La altitud de la cabecera municipal es de 2250 m s. n. m., su clima se considera templado semiseco, con una temperatura media anual de 15,9 °C y una precipitación media anual de 686 mm.
| Parámetros climáticos promedio de Texcoco de Mora | Parámetros climáticos promedio de Texcoco de Mora | Parámetros climáticos promedio de Texcoco de Mora | Parámetros climáticos promedio de Texcoco de Mora | Parámetros climáticos promedio de Texcoco de Mora | Parámetros climáticos promedio de Texcoco de Mora | Parámetros climáticos promedio de Texcoco de Mora | Parámetros climáticos promedio de Texcoco de Mora | Parámetros climáticos promedio de Texcoco de Mora | Parámetros climáticos promedio de Texcoco de Mora | Parámetros climáticos promedio de Texcoco de Mora | Parámetros climáticos promedio de Texcoco de Mora | Parámetros climáticos promedio de Texcoco de Mora | Parámetros climáticos promedio de Texcoco de Mora |
| Mes                                               | Ene.                                              | Feb.                                              | Mar.                                              | Abr.                                              | May.                                              | Jun.                                              | Jul.                                              | Ago.                                              | Sep.                                              | Oct.                                              | Nov.                                              | Dic.                                              | Anual                                             |
| ------------------------------------------------- | ------------------------------------------------- | ------------------------------------------------- | ------------------------------------------------- | ------------------------------------------------- | ------------------------------------------------- | ------------------------------------------------- | ------------------------------------------------- | ------------------------------------------------- | ------------------------------------------------- | ------------------------------------------------- | ------------------------------------------------- | ------------------------------------------------- | ------------------------------------------------- |
| Temp. máx. media (°C)                             | 21                                                | 23                                                | 25                                                | 26                                                | 26                                                | 24                                                | 23                                                | 23                                                | 23                                                | 22                                                | 21                                                | 22                                                | 23                                                |
| Temp. mín. media (°C)                             | 6                                                 | 7                                                 | 9                                                 | 11                                                | 13                                                | 13                                                | 12                                                | 12                                                | 10                                                | 10                                                | 8                                                 | 3                                                 | 10                                                |
| Precipitación total (mm)                          | 7                                                 | 6                                                 | 2                                                 | 21                                                | 36                                                | 96                                                | 87                                                | 95                                                | 108                                               | 76                                                | 10                                                | 6                                                 | 550                                               |
| Fuente: 2005                                      |                                                   |                                                   |                                                   |                                                   |                                                   |                                                   |                                                   |                                                   |                                                   |                                                   |                                                   |                                                   |                                                   |

### Hidrografía
El municipio se localiza en el Estado de México, cuyos vestigios se constituyen en una zona pantanosa que colinda con la cabecera del actual municipio de Atenco. Muchos riachuelos cruzan el valle de Texcoco como huellas de la vieja cuenca del lago: el Cozcacuaco, el Chapingo y el San Bernardino, entre los más importantes. Una de las extraordinarias obras hidráulicas que existían eran los Baños de Nezahualcóyotl a los cuales se conducía agua de los manantiales de la sierra de Tlaloc a través de canales y acueductos. 

### Orografía
Texcoco tiene algunas elevaciones importantes, como el monte Tláloc (4120 m s. n. m.), que se extiende desde la comunidad de Santiago Cuautlalpan hasta San Jerónimo Amanalco; el cerro Tepechichilco en la comunidad de Tequexquinahuac; el cerro Tetzcutzinco en la comunidad de San Nicolás Tlaminca y el Ejido de San Dieguito Suchimanca; el Tecuachacho en San Miguel Tlaixpan y el cerro de Moyotepec en San Jerónimo Amanalco. Asimismo tenemos el Cuatemulco, Tlapahuetzia, Apipilhuasco y Chiconcuayo. La mayor parte de estos cerros toman su nombre de la comunidad a la que pertenecen. 

## Economía
La industria texcocana es mediana y pequeña, y se carece de industria pesada o de transformación, por lo que buena parte de la fuerza de trabajo se desplaza al Distrito Federal (México), Ecatepec, Tlalnepantla y Naucalpan.

## Turismo

### Sitios de interés

#### Centro histórico de Texcoco

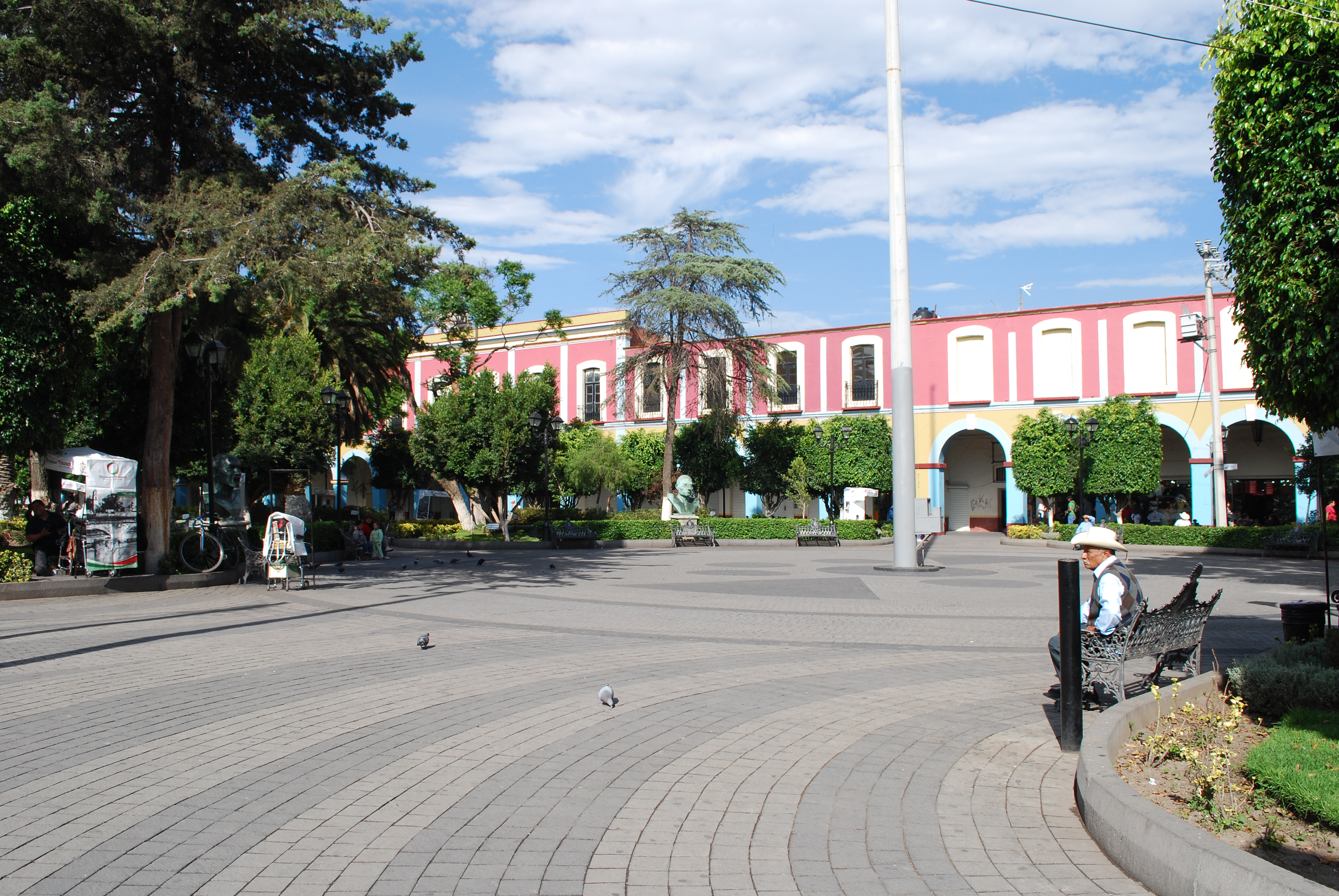
Jardín municipal de Texcoco

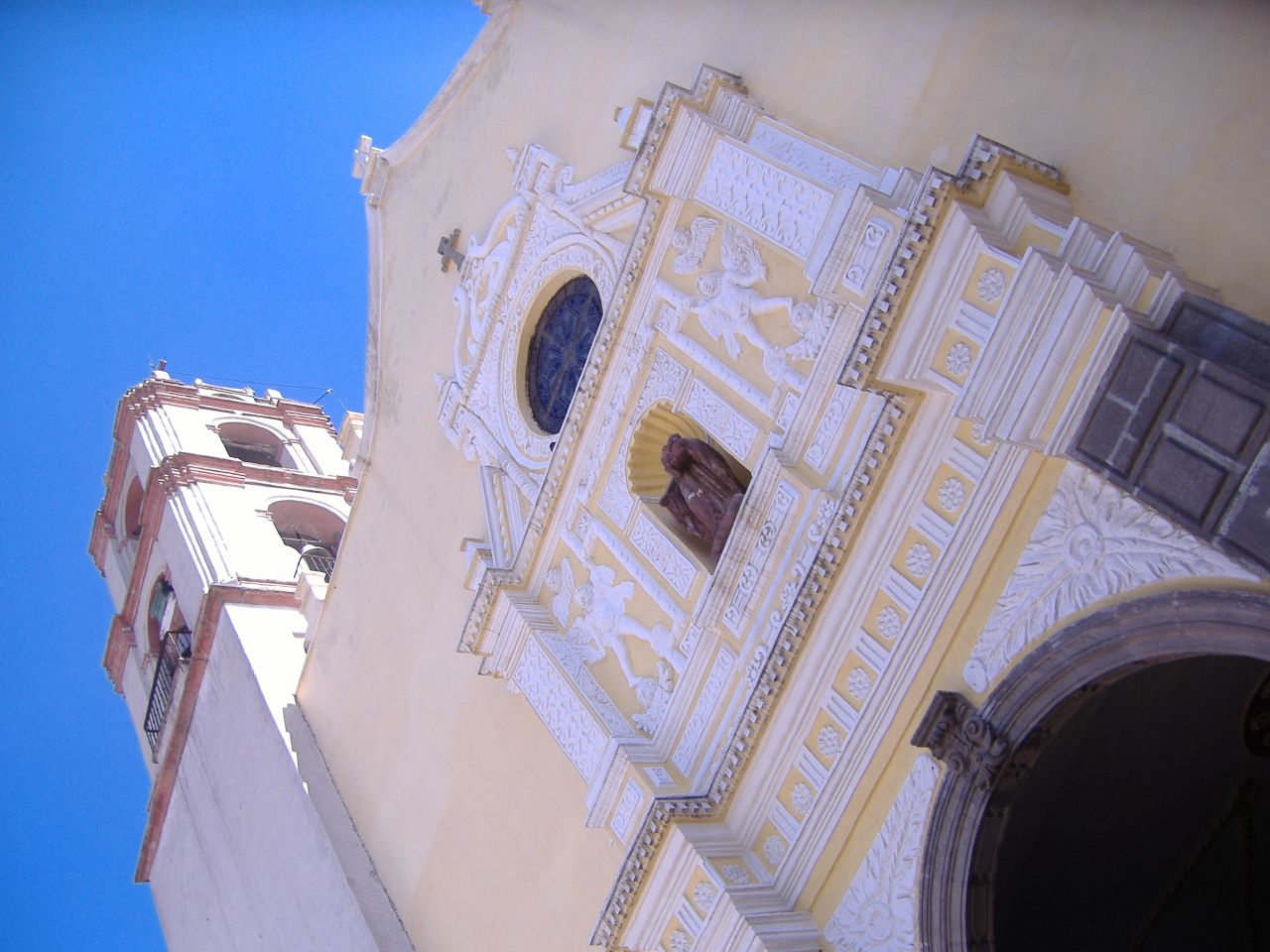
Fachada de la Catedral de la Inmaculada Concepción en el centro de Texcoco

La ciudad aún conserva vestigios del estilo colonial, destacando los edificios religiosos del siglo XVII, como la Catedral. Dentro de la propia ciudad se pueden encontrar también restos de estructuras de la época precolombina como las halladas en el denominado Cerrito de los melones.
Texcoco cuenta con 12 iglesias en su mayoría de estilo colonial que puedes visitar.
- Catedral de La Inmaculada Concepción
- Corpus Christi
- La Inmaculada Concepción
- Santa Cruz de Arriba
- San Antonio
- San Diego de Alcalá
- La Trinidad En San Diego
- San José. Arteaga y Cerrada de Arteaga
- San Juan Bautista
- San Juan de Dios
- San Lorenzo
- Santa María de Guadalupe

#### Los baños de Nezahualcóyotl
Durante el mandato de Nezahualcóyotl Texcoco tuvo una época de prosperidad y alto desarrollo cultural y tecnológico. En 1450 creó un jardín botánico en un alto cerro con vistas panorámicas. En este lugar se cultivaron especies vegetales provenientes de prácticamente toda Mesoamérica, tanto ornamentales como medicinales.
Para su riego se construyó un sofisticado sistema hidráulico, que abastecía de agua a los pueblos de los alrededores. Para esto se construyó un acueducto aprovechando  las pendientes naturales  para conducir el agua desde la sierra de Santa Catarina del Monte, hasta el cerro de Tetzcotzinco. El paso del líquido era controlado por unas cajas que en su interior resguardan ofrendas con la forma de Tláloc.
Parte del sistema fueron unos tanques reguladores de forma circular, que tienen el aspecto de tinas. Esto llevó a que José María Velasco, el gran paisajista, cuando pintó este lugar en 1878, lo haya nombrado Los baños de Netzahualcóyotl. El cronista texcocano Alejandro Contla explica que antes de la llegada de los españoles no se acostumbraban los baños en tina, se utilizaban los temazcales.
Después de la llegada de los españoles, el jardín botánico de Nezahualcóyotl funcionó y conservó su riqueza por 20 años más. Varios cronistas lo describen con admiración, entre otros, el primer cronista de Texcoco fray Toribio de Benavente, conocido como Motolinía. Lo menciona en su Historia de los indios de la Nueva España y añade que el jardín botánico de Texcoco superaba en dimensiones y belleza al de México-Tenochtitlan. A finales del siglo XVI, el sisitema hidráhulico y los templos de la zona de Textzconzinco fuero destruidos por el fraile dominico Domingo de Betanzos.

#### Museo Paleontológico de San Miguel Tocuila
Este museo alberga uno de los yacimientos paleontológicos de mamuts de México. Cuenta con cinco ejemplares que habitaron la región a finales del Pleistoceno hace más de 11 mil años, así como de otras especies entre las que se encuentran bisontes, caballos y conejos. En 1996, en el poblado de San Miguel Tocuila fueron localizados, por accidente, durante la construcción de una cisterna en una casa particular. El hallazgo desveló restos óseos de cinco mamuts y más de mil huesos de caballos, aves, camellos, felinos, bisontes, conejos, tortugas, peces y moluscos, entre otras especies. Actualmente existe un  museo en el cual se pueden admirar los hallazgos, destacando las osamentas de mamuts.

#### Manantiales
En el municipio de Texcoco se encuentran cuatro manantiales de aguas puras y cristalinas que emergen entre la vegetación: san Jerónimo Amanalco, Santa María Tecuanulco, Tequexquinahuac y Santa Catarina del Monte, donde el agua brota formando una pequeña cascada que produce una Brisa refrescante.

#### Puerto de los Bergantines
Se encuentra a la entrada sur de Texcoco viniendo de Chapingo sobre la carretera a los Reyes Texcoco, en la acera oriente de la avenida Juárez sur. Es un obelisco que conmemora el lugar donde se botaron los bergantines que atacaron a la gran México-Tenochtitlan el 28 de abril de 1521, en este lugar se armaron los 12 bergantines con madera traída del estado de Tlaxcala y del monte Tlaloc, el maestro armador fue Martín López.

#### Lago de Texcoco
Es uno de los cinco lagos que conformaron la cuenca del Valle de México y el único que estuvo compuesto por aguas saladas. En la actualidad, la superficie del ex lago de Texcoco se está conformada por cinco lagos artificiales que se alimentan de las lluvias y de los ríos Churubusco y La Compañía. El lago de Texcoco es hábitat de varias especies de plantas y animales. 

#### Parque Nacional Molino de Flores Texcoco
El Molino de Flores es un antiguo casco de hacienda que, según las fuentes históricas, habría formado parte de los jardines de Nezahualcóyotl durante el siglo XIV. La mayor parte de las construcciones del Molino de Flores fueron realizadas por Don Miguel de Cervantes y Velasco, marqués de Salvatierra, quien emprendió la edificación de la Casa Principal, el pórtico de acceso, el templo de San Joaquín y la capilla del Señor de la Presa. Molino de Flores tuvo su auge durante el porfiriato gracias a la producción de pulque. El presidente Lázaro Cárdenas hizo el decreto de expropiación en 1937, para convertir la hacienda en parque nacional.

#### Zona arqueológica de Tetzcotzinco
Texcotzingo (alternativamente, Tetzcotzingo, Tezcutzingo o Tetzcotzinco). Es un topónimo que procede del diminutivo de Tetzcoco y por lo cual vendría a traducirse como "el pequeño Tetzcoco". Algunos estudiosos han querido interpretar que el sufijo -tzin significa una forma de respeto, y señalaría que se trata de un lugar hermoso y apreciado, ya que en este lugar se encontraban los jardines de Netzahualcóyotl, los cuales son considerados como los primeros jardines botánicos del mundo, junto con los jardines de Moctezuma en Oaxtepec. Se encuentra ubicado en la cima del "Cerro del Tetcotzinco" y es una muestra del gran desarrollo hidráulico de los acolhuas. Entre las construcciones que aún persisten se pueden apreciar los conocidos como el Baño de la Reina, el Baño del Rey, el acueducto, el palacio y los baños de las concubinas.

#### Zona arqueológica Los Melones
La zona arqueológica conocida como Los Melones es una de las pocas evidencias exploradas de lo que fuera la gran ciudad prehispánica de Texcoco y de sus habitantes los acolhuas.
Está integrada por lo que hubiera sido el palacio del rey Nezahualcóyotl, Ahuehuetitlán. Los Melones toma el nombre del lugar en el que se ubica: el Cerrito de los melones. En el sitio se representan las fases Coyotlatelco, Tollan, Azteca III, lo que indica una ocupación desde el año 600 hasta 1521 D.C.

#### Zona arqueológica de Huexotla
El antiguo templo franciscano de San Luis Obispo, ubicado en Huexotla es una muestra del barroco novohispano y de lo que Manuel Tussaint denominó como barroco texcocano en particular. Una de sus singularidades más notables es que la construcción se ha mantenido casi intacta desde 1530, año en que fue construida, hasta la actualidad. 
El templo se encuentra en la zona arqueológica de lo que fuera una de las localidades más importantes a nivel político y económico al momento de la conquista, y cuyo desarrollo estuvo estrechamente ligado al de Texcoco. En ésta existen vestigios chichimecas que datan del siglo XII. Actualmente se conservan las murallas almenadas y el basamento circular de un templo dedicado a Ehecatl Dios del Viento.
Zona arqueológica monte Tláloc
En la cima del monte Tláloc se encuentran los vestigios de un templo dedicado al dios de la lluvia. En este lugar se han hallado figurillas de Tláloc y de sus tlaloques (ayudantes) quienes cumplían la función de derramar el agua sobre la tierra y hacer temblar el cielo con sus rayos. Está considerado la zona arqueológica más alta del mundo ya que está ubicada a 4,120 metros sobre el nivel del mar.
Casa del Constituyente
Construida originalmente como el hospital de Nuestra Señora de los Desamparados en Texcoco  en 1699,  la Casa del Constituyente de Texcoco de Mora obtiene su nombre porque es aquí en donde se llevan a cabo los trabajos legislativos para crear la primera Constitución del Estado de México que sería firmada el 14 de febrero de 1827. Su fachada es un ejemplo del barroco texcocano y es el único edificio no religioso existente que presenta dichas características. Actualmente es la sede del Centro Regional de Cultura de Texcoco y del Museo Casa del Constituyente.
Hacienda de Chapingo
La hacienda de Chapingo fue creada por Antonio de Medina y Picazzo a finales del siglo XVII. Contaba con una extensión de 2,683 hectáreas en su inicio. Nueve años más tarde pasó a manos de  la compañía de Jesús quienes después de 80 años extendieron sus dominios a 9,789 hectáreas. Su último propietario fue el presidente Manuel González. Actualmente es la sede de la Universidad Autónoma Chapingo.
Capilla Riveriana
Como parte de los trabajos de reestructuración del casco de la exhacienda de Chapingo para crear la Escuela Nacional de Agricultura se invitó al pintor Diego Rivera a participar en la decoración de diferentes espacios del edificio de la rectoría. Entre ellos se destaca la decoración de la capilla anexa al casco, más conocida como la capilla riveriana, en alusión a la capilla Sixtina de Miguel Ángel Buonarroti, en Roma.

## Demografía
De acuerdo a los resultados que presentó el Segundo Conteo de Población y Vivienda en el 2005, en el municipio cuenta con un total de 45,179 viviendas, de las cuales 39,290 son particulares.

## Educación

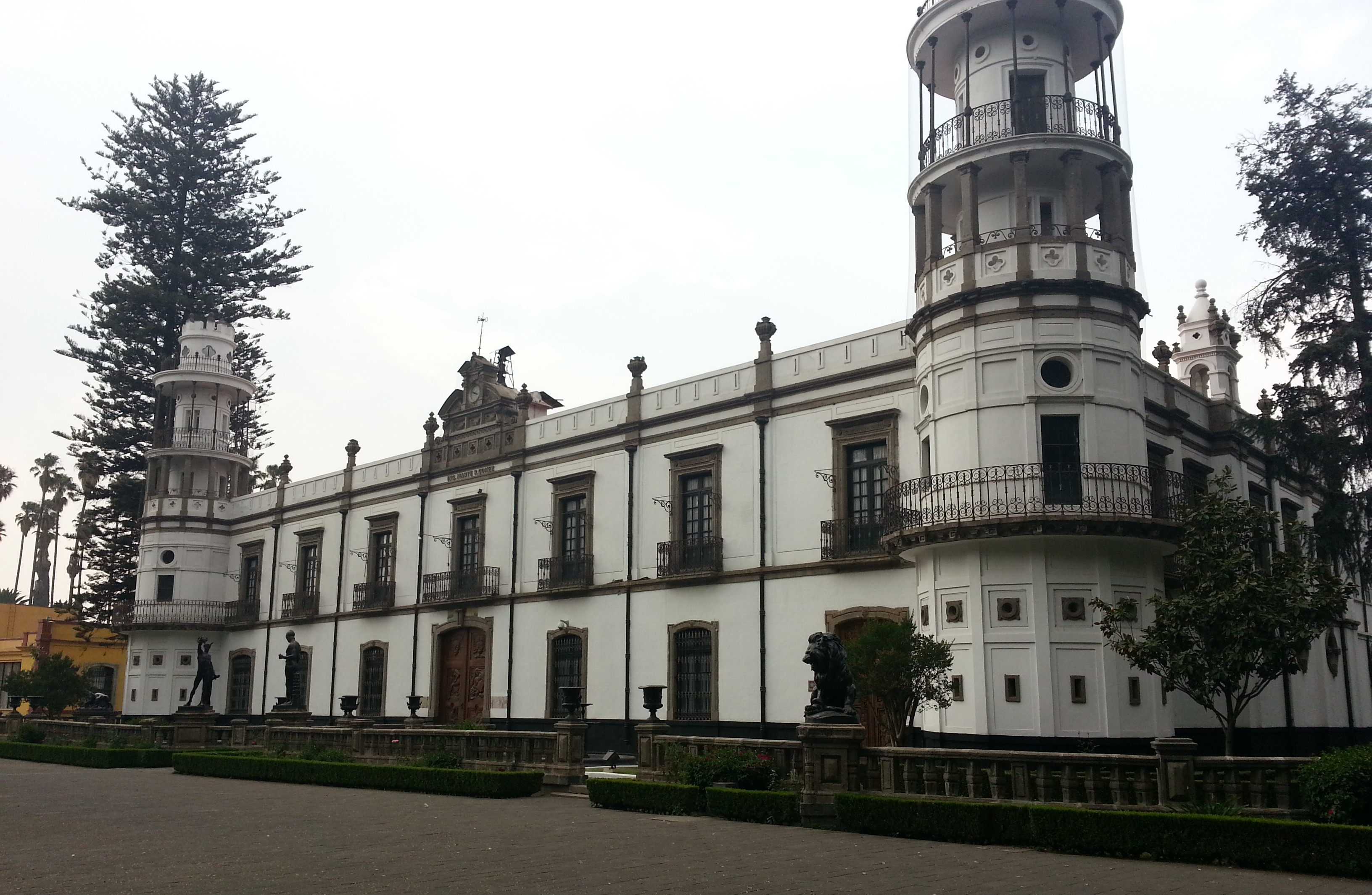
La Universidad Autónoma Chapingo, institución pública nacional con sede en el municipio.

Cuenta con varias instituciones de enseñanza e investigación con prestigio nacional e internacional:
- Centro Internacional de Mejoramiento de Maíz y Trigo (CIMMYT)
- Universidad Autónoma Chapingo
- Colegio de Posgraduados,
- Colegio de Estudios Superiores del Estado de México CESEM
- Universidad Autónoma del Estado de México
- Universidad del Valle de México
- Centro Cultural Mexiquense Bicentenario
- Universidad para el Bienestar Benito Juárez García
- Escuela Normal de Texcoco.

En la educación media superior Texcoco cuenta con una gran variedad de opciones para los aspirantes a preparatoria. Algunas preparatorias públicas con las que cuenta son:
- Preparatoria Oficial Núm. 320
- Preparatoria Oficial Núm. 293
- Preparatoria Oficial Núm. 235
- Preparatoria Anexa la Normal Texcoco
- Conalep Texcoco

## Infraestructura
Como parte de las celebraciones del Bicentenario de la Independencia de México, el Gobierno del Estado de México emprendió un proyecto para fortalecer las actividades culturales mediante la construcción del Centro Cultural Mexiquense Bicentenario (CCMB), ubicado en el kilómetro 33.5 de la carretera federal México-Texcoco, esquina Manuel González en San Miguel Coatlinchán, Texcoco, Estado de México.
El Centro Cultural Mexiquense Bicentenario cuenta con 17 hectáreas de superficie y 35 mil metros cuadrados de construcción, con una amplia gama de instalaciones que se distribuyen en sus diferentes espacios como el teatro sala de conciertos, teatro al aire libre, auditorio de usos múltiples, biblioteca, espacios museísticos, así como talleres donde se promueven y fomentan las diversas expresiones artísticas, proyección de cine, teatro orquestas música y danza entre otras.

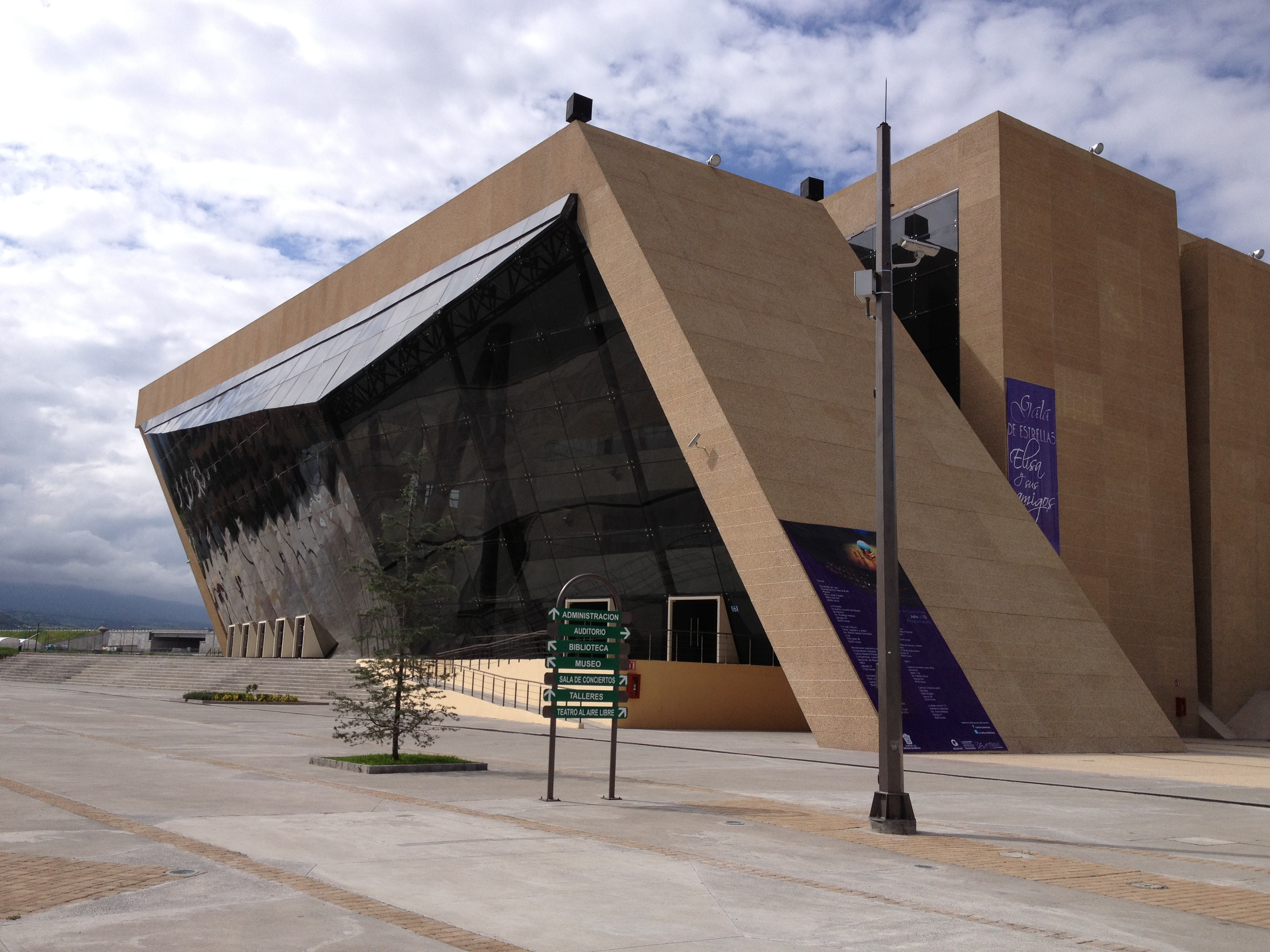
Centro Cultural Mexiquense Bicentenario, ubicado a las afueras del municipio.

En la parte oriente del municipio se encuentra una zona de población indígena, que consiste de un total de 2942 personas que hablan alguna variante del náhuatl, las cuales representan a su vez el 1,91% de la población mayor de 5 años. La religión católica es la predominante en la región con un 93,2%. En el municipio, el analfabetismo es de 5,16% del total de la población mayor de 15 años.
En infraestructura deportiva, se cuenta con el campo Gustavo Baz que tiene albercas, canchas de basquetbol, fútbol y voleibol. Existe el deportivo municipal que cuenta con instalaciones para fútbol y frontón.
La cobertura de servicios públicos es la siguiente: agua entubada, 94,38%; drenaje, 88,62%; energía eléctrica, 99,27%.
Texcoco cuenta con dos periódicos y una estación de radio en frecuencia modulada y otra estación de radio en amplitud modulada que maneja la Universidad Autónoma Chapingo (Radio Chapingo 1610AM XEUACh-AM), además llegan a la cabecera municipal los principales diarios que se editan en el Distrito Federal; así como los canales de televisión y radiodifusoras del Valle de México.
Las actividades económicas fundamentales son el comercio, los textiles, y las actividades agropecuarias en sus alrededores. Cuenta una central de abastos, localizada en la antigua estación del ferrocarril, además de dos mercados en el centro histórico, que son el de San Antonio y el Belisario Domínguez; los lunes hay un tianguis en el que se establecen hasta 1,500 puestos de verduras, frutas y artículos varios. Adicionalmente, el gobierno municipal logró la reubicación de los vendedores ambulantes que se encontraban en la zona centro en dos plazas comerciales nuevas.
En el municipio se destinan 18,934 hectáreas a la agricultura y 18 494 hectáreas a cultivos cíclicos. Existen huertos familiares que producen aguacate, ciruela, manzana, tejocote y pera.
Se cuenta también con ranchos productores de leche como el Xalapango, la Pría, granja La Castilla, establo México, Santa Rosa, Santa Mónica y la Moreda que suman alrededor de 9 mil cabezas de ganado lechero.
Son pocas las industrias establecidas en la región, no obstante, se tienen fábricas de alimento para ganado, una harinera en la cabecera municipal, y varias fábricas pequeñas de productos químicos y de fertilizantes.
En el espacio denominado la “Alameda de Texcoco”,  consta de 51,800 metros cuadrados de los cuales 21,000 metros cuadrados son de árboles, 20,510 metros cuadrados de andadores y casi un kilómetro de guarniciones perimetrales colindantes. Aquí se llevan a cabo diversos espectáculos culturales y ferias. 

## Cultura

### Artesanía
El más conocido de los productos artesanales es el vidrio soplado, así como la reproducción de piezas arqueológicas, productos en barro y cerámica. Los pueblos que se caracterizan por la producción artesanal de cerámica son: Texopa y Santa Cruz de arriba; este último realiza una feria anual conocida como "la feria de la cazuela".

### Gastronomía

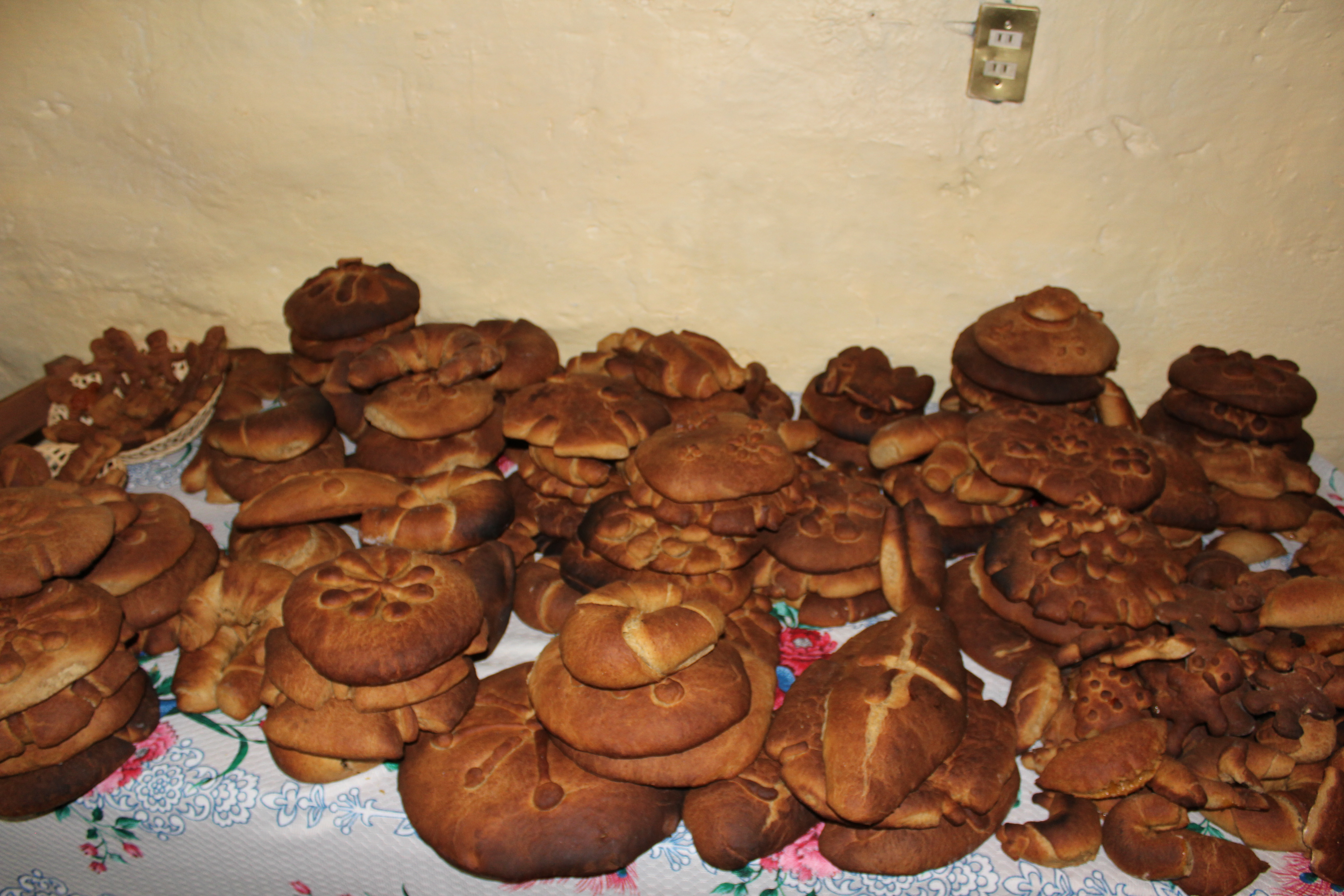
Pan de Muerto, hecho por artesanos municipales.

Entre los platillos típicos de Texcoco, la barbacoa de borrego o carnero ocupa el primer lugar, la cual que se ha ganado renombre nacional por su excelente sabor. Otros antojitos típicos mexicanos característicos del municipio son las quesadillas de hongo y de huitlacoche, de indudable herencia prehispánica, así como el ahuautle(hueva de mosquito), la sal de tierra y los tlacoyos de frijol, haba o requesón. También hay que mencionar el tradicional pan de excaladilla preparado para las fechas del Día de Muertos.
Respecto a las bebidas originales de esta región destaca el pulque 100% natural o preparado en forma de "curados" de apio, jitomate, mango, cacahuate y avena por mencionar algunos.

### Museos
- Museo Nacional de Agricultura - preserva, conserva, resguarda y difunde desde sus creación en 1987, la memoria histórica, artística y cultural del campo mexicano. Se encuentra al interior de la Universidad Autónoma Chapingo.
- Museo Nuestras Raíces -  es la exposición permanente del Museo del Centro Cultural Mexiquense Bicentenario (CCMB). Ofrece un recorrido a través de la vida de Nezahualcóyotl y Sor Juana Inés de la Cruz, así como la creación de la Casa del Constituyente.
- Museo del Deporte - cuenta con cinco secciones bajo los títulos: Astros del ámbito profesional, Las hazañas no conocen limitantes físicas, Mexiquenses brillando por el mundo, Recintos que inspiran y palabras que animan y Pioneros del Deporte.
- Salón de la Plástica Mexiquense - espacio donde se difunde la obra de artistas de la entidad, que dejaron huella en la historia del arte nacional y del mundo, como José María Velasco, Felipe Santiago Gutiérrez y Luis Nishizawa Flores.
- Museo Casa del Constituyente - edificio histórico donde se firmó la primera Constitución Política del Estado de México en 1827.

### Fiestas tradicionales
- El 13 de junio es dedicado a San Antonio de Padua.

- Fiesta del viernes de Cuaresma en el barrio de San Bernardino.
- El 1° de mayo se celebra al apóstol Felipe en el pueblo del mismo nombre dicha fiesta tiene una duración de 3 días del 1 al 3 de mayo, en la que se observan diferentes participaciones como lo son las danzas, apaches, vaqueros y santiagos, así como la venta de diversos artículos y comida de la región.

- Santa Cruz de Abajo, esta festividad tiene una duración de 3 días, es decir del 3 al 5 de mayo, el 3 de mayo se celebra a la Santa Cruz iniciando en una parte la procesión el día 2 de mayo en la colonia Salitreria y en todo el pueblo del mismo culminando el recorrido a las 5 de la mañana, las celebraciones son tradicionales con danzas como Santiagos, Vaqueros y Sembradores, en la que se destaca la presencia de fuegos pirotécnicos, la música de banda, juegos mecánicos y puestos de feria como son juegos y comida, la fiesta culmina el 5 de mayo.
- El 16 de julio se lleva a cabo la celebración de La Virgen del Carmen conocida como feria de las "Carmelitas". El 25 de julio se lleva a cabo la fiesta del apóstol Santiago, con la danza de Santiagos y Moros, teniendo consigo una Imagen milagrosa del apóstol.

- Fiesta del Señor de la Presa que se celebra en mayo - junio en el parque Molino de flores, todas ellas con danzas de moros y cristianos,   pastoras, vaqueros, santiagueros, suchiles, bandas de música de viento, fuegos artificiales y peleas de gallos.

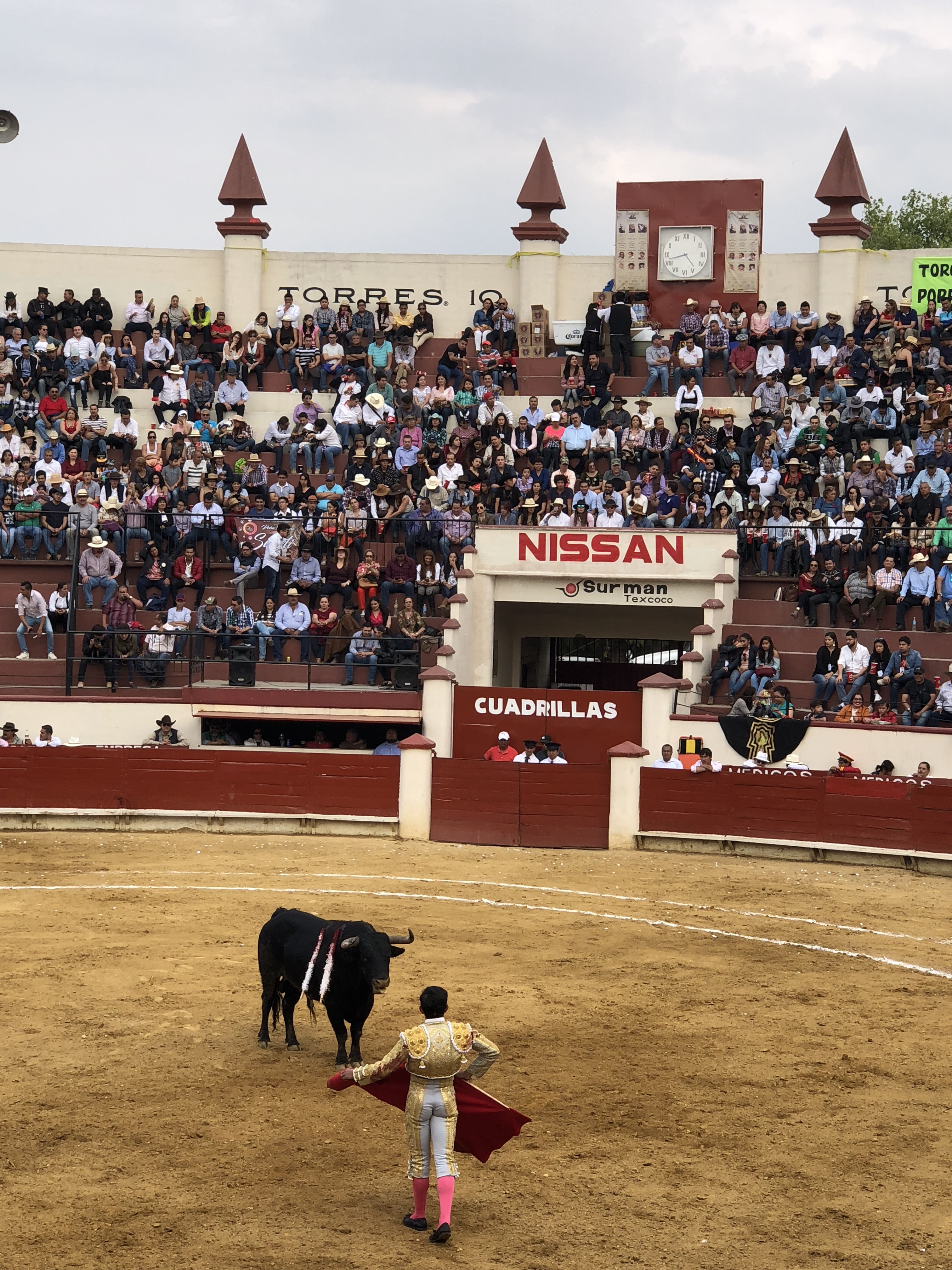
Corrida de Toros en Texcoco de Mora.

- Marzo-abril Feria Internacional del Caballo. Esta feria también tiene una fecha variable, ya que se efectúa en Semana Santa, aproximadamente en marzo y abril. Comenzó siendo “Feria Regional de San Antonio” y la primera que se efectuó fue el 13 de junio de 1945. Esta feria cambió varias veces de sede y en 1975 por primera vez se le llamó “Feria del Caballo”.

Las actividades que suelen ofrecen son: programa ecuestre con exhibición de varias razas de caballos destacando la raza Azteca, exposición ganadera, corridas de toros, palenque con la presentación de reconocidos cantantes, teatro del pueblo, box, lucha, casino, entre otras.
- Mayo-junio Feria del Molino de las Flores. Una de las fiestas más tradicionales de Texcoco es la feria del Molino de las Flores que se celebra entre mayo y junio —40 días después de Semana Santa— e inicia en domingo, que está dedicado a los turistas, el lunes a los habitantes de pueblos circunvecinos como: Xocotlán, San Diego, San Nicolás Tlaminca, La Purificación y otros. Los martes es el día más importantes, y porque está dedicado a Texcoco.

El Molino de Flores es un antiguo casco de una hacienda que se localiza a una del centro de la Ciudad de México. Desde 1937 es un parque nacional.
- El 22 de julio, se celebra en La Comunidad de la Magdalena Panoaya y Montecillo, la fiesta patronal en honor a la Virgen Santa María Magdalena, la cual tiene una duración de 3 días.

- El 15 de agosto se celebra en toda la región la Festividad en honor a la Asunción de Virgen María.

- 4 de octubre, San Francisco de Asís en la capilla de la Tercera Orden (patrimonio monumental y artístico de la comunidad/monumentos).

- El día del niño por lo regular lo celebran en grande, en el cual hay talleres, obras de teatro y juegos mecánicos entre otras, conviviendo muchos niños y familias en su alrededor.

- En octubre feria nacional de la Cultura Rural y feria del Libro.

Feria caracterizada por sus muestras artesanal, gastronómica y cultural de las regiones del campo a la que asisten 50 mil asistentes aproximadamente en octubre. Se efectúa en la Universidad Autónoma de Chapingo, por lo que también es un espacio de proyección de esta universidad donde se difunden las carreras que esta ofrece y se promueven los logros obtenidos en docencia, investigación, servicio y difusión de la cultura.
Cada edición de esta feria se dedica a una región como mixteca o huasteca y la feria del Libro a un país. Esta última cuenta con más de 100 actividades entre presentaciones de libros, conferencias, lecturas de poesía, cuentacuentos, música y danzas regionales.
La feria del Libro Chapingo se instala en un área de dos mil metros cuadrados y particián más de 60 expositores de prestigiadas editoriales e instituciones de educación superior, como la Universidad Autónoma Metropolitana, el Instituto Politécnico Nacional, entre otras.
La Universidad Autónoma de Chapingo se ubica en el kilómetro 38.5 de la carretera México – Texcoco, en Chapingo, Estado de México.
- Noviembre

Feria del Tlacoyo
Se efectúa el último fin de semana de noviembre en la comunidad de la Purificación Tepetitla, Texcoco. Esta feria se organiza desde hace más de 15 años con el fin de promover el consumo de platillos prehispánicos mexicanos como los tradicionales tlacoyos y la famosa barbacoa de la región.
Cada año una personalidad del medio artístico y deportivo apadrinan esta feria como lo han hecho los excampeones de box, "La chiquita González" y Rubén Olivares, el futbolista Guillermo Huerta y la cantante y actriz mexicana Rosa Gloria Chagoyán.
Esta actividad gastronómica dedicada al tlacoyo también ofrece un programa de jaripeo y una exposición artesanal con joyería de plata, artículos de barro, cerámica y prendas de lana.

## Patrimonio
Algunos sitios de interés de la zona son, entre otros, la catedral de Texcoco (edificada en el siglo XVII) y el templo de San Antonio; las ruinas del cerrito de los melones (este sitio consta de un conjunto de basamentos ceremoniales construidos de adobe, piedra careada o tezontle y pisos de estuco), que fue un centro Acolhua del posclásico entre 1250 y 1519; la zona arqueológica de Tezcutzingo (baños de Nezahualcóyotl), muy cerca de la cual se encuentra un balneario; el parque nacional Molino de las Flores, exhacienda en la que se llevó a cabo un enfrentamiento entre tropas carrancistas y zapatistas durante la etapa revolucionaria; la Casa de la Cultura (edificio que data del siglo XVIII); el mural que Diego Rivera pintó en la vieja capilla de la Universidad Autónoma Chapingo; las ruinas del ex-convento de Coatlinchán; el museo paleontológico de San Miguel Tocuila, en donde se pueden apreciar estructuras óseas de mamuts, así como de otras especies (bisontes, caballos), los cuales fueron descubiertos en dicha zona en 1996. También se pueden encontrar lugares de interés histórico en San Luis Huexotla como la parroquia y el convento franciscano del siglo XVI, una capilla dedicada a la Virgen de Guadalupe que data del siglo XVIII, dos pirámides, una circular dedicada al dios del viento y la otra denominada "La Estancia" y a pocos metros de ellas, los vestigios de una muralla que debió medir unos 710 metros de largo y sirvió como defensa de la zona en épocas previas a la conquista.
Texcoco es famoso a nivel nacional por sus artesanías de vidrio soplado, por su barbacoa, así como por ser la sede de la internacional feria del Caballo, que alberga cada año exposiciones ganaderas y equinas, las tradicionales charreadas, peleas de gallos, corridas de toros y espectáculos artísticos, a las que asisten miles de visitantes de todo el país.
A tres kilómetros de las instalaciones de la feria, se ubica la cabecera del municipio de Chiconcuac, importante centro textil, famoso por sus artesanías de tejido de lana.
En Coatlinchán se puede apreciar una réplica del monolito que representa al dios Tláloc, cuyo original fue hallado en una cañada en las inmediaciones de esta población en 1882 (la estatua original pesa más de 168 toneladas y se encuentra ubicada actualmente a la entrada del Museo Nacional de Antropología). Se trata de una réplica natural que elaboró el escultor colombiano Óscar Ramiro Ramírez Quintero. La obra combina materiales que le dan la consistencia de una piedra (hormigón, entre otros), la idea surgió por iniciativa del exalcalde de Texcoco, Higinio Martínez, y se convirtió en la réplica más grande del mundo, según su autor.

## Hermanamientos
La ciudad de Texcoco está hermanada con las siguientes ciudades alrededor del mundo:
- Mérida, México (2010).[24]
- Gante, Bélgica (2010).[25]
- Santiago de Querétaro, México (2011).[26]
- Poza Rica, México (2019).[27][28]

## Texcocanos destacados
- Delfina Gómez Álvarez - Gobernadora Constitucional del Estado de México 2023-2029.
- Elisa Carrillo Cabrera - bailarina de ballet. Premio Benois de la Danse 2019.
- Claudio Suárez - futbolista de la selección de fútbol de México desde 1992 hasta 2006. Jugó dos mundiales: la Copa Mundial de Fútbol de 1994 realizada en los Estados Unidos y la Copa Mundial de Fútbol de 1998 en Francia.
- Silverio Pérez "El Faraón de Texcoco" - Torero. Fue el último de las grandes leyendas de la Época de Oro del toreo mexicano.
- Carmelo Pérez - Torero.
- Nezahualcóyotl - Gobernante de origen chichimenca. Fue el monarca (tlatoani) de la ciudad-estado de Tetzcoco en el México antiguo y se convirtió en el principal aliado militar y político de los mexicas, pueblo con el que estaba emparentado por la rama materna.
- Nezahualpilli - tlatoani del altépetl de Tetzcoco al suceder a Nezahualcóyotl en 1473. Fue elegido entre los hijos del tlatoani, fundamentalmente por el hecho de que su madre era tenochca, y la hegemonía política de Tenochtitlan era el factor dominante.
- Manuela Medina - heroína insurgente que participó en siete batallas durante la guerra de Independencia de México.
- Felipe Santiago Gutiérrez - pintor. Asistió a la Academia de San Carlos y tuvo varias participaciones en el salón de dicha academia, así como exposiciones en el extranjero.
- Antonio M. Ruiz el Corcito - pintor y diseñador escénico mexicano, también conocido por su apodo de la niñez "El Corzo" o "El Corcito" el cual le fue otorgado por su parecido físico a un popular torero español.
- Juan Bautista Pomar - historiador, noble y escritor novohispano interesado en la historia precolombina. Era nieto de Nezahualcóyotl y mestizo por su lado paterno. Obtuvo una de las casas nobiliarias de su abuelo en Texcoco.
- Fernando de Alva Ixtlilxóchitl - historiador novohispano, descendiente en línea directa de la casa gobernante en el señorío acolhua de Texcoco.
- José de Alcíbar - pintor novohispano activo entre 1751 y 1806. Fue uno de los artistas más representativos de la Ciudad de México durante la segunda mitad del siglo XVIII, siendo uno de los miembros fundadores de la Real Academia de Bellas Artes de San Carlos en 1784, en la que participó hasta su fallecimiento. Cultivó sobre todo la pintura de tema religioso y el retrato.